# باول غرين (ملحن)
باول غرين (بالإنجليزية: Paul Green)‏ هو ملحن وكاتب أغاني أمريكي، ولد في 9 يوليو 1972.

## وصلات خارجية
- الموقع الرسمي